# Лав Діас
Лавре́нте Інді́ко Ді́ас (англ. Lavrente Indico Diaz); 30 грудня 1958, Дату-Паглас, Мінданао, Філіппіни) — філіппінський кінорежисер, сценарист та продюсер. Він вважається ключовою фігурою сучасного «повільного кіно» та відомий за створеними ним кількома найдовшими за тривалістю ігровими фільмами. Лауреат та номінант багатьох престижних міжнародних фестивальних та професійних кінонагород .

## Біографія
Лав Ліас народився 30 грудня 1958 року в Дату-Паглас на острові Мінданао, що в провінції Котабато, Філіппіни. Спочатку вивчав економіку, але пізніше перевівся до Інституту кінематографії Mowelfund в Манілі. Був вимушений змінити багато занять, заробляючи гроші на життя та на фільми, зйомки найкращих з яких («Еволюція філіппінської сім'ї», «Єремія») тривали протягом багато років.
Лав Діас дебютував у кіно наприкінці 1990-х, але тривалий час залишався практично невідомим за межами Філіппін. Визнання його в Європі розпочалося з двох нагород секції «Горизонти» Венеційського міжнародного кінофестивалю за стрічки «Смерть у країні чар» (2007) і «Меланхолія» (2008). За цими кінороботами пішли «Норте, кінець історії» (2013), лауреат головного призу «Золотого леопарда» Міжнародного кінофестивалю в Локарно кіноопус завдовжки в п'ять з половиною годин «Від передущого» (2014), призер Берлінського міжнародного кінофестивалю «Колискова для сумної таємниці» (2016) та володар Золотого лева Венеційського МКФ «Жінка, яка пішла» (2016).
Фільм Лава Ліаса 2018 року «Час диявола» був відібраний до основної конкурсної програми 68-го Берлінського міжнародного кінофестивалю.

## Фільмографія
- 1998: Серафін Джеронімо — злочинець з Баріо Консепсьйон / Serafin Geronimo, The Criminal of Barrio Concepcion
- 1999: Burger Boys
- 1999: Голі під місяцем / Hubad sa ilalim ng buwan
- 2002: Ісус, революціонер / Hesus the Revolutionary
- 2002: Батанг Вестсайд / Batang West Side
- 2004: Еволюція філіппінської сім'ї / Ebolusyon ng isang pamilyang Pilipino
- 2006: Єремія / Heremias, Book One: The Legend Of The Lizard Princess
- 2007: Смерть у країні чар / Kagadanan sa banwaan ning mga engkanto
- 2008: Меланхолія / Melancholia
- 2009: У метеликів немає пам'яті / Walang alaala ang mga paru-paro
- 2011: Століття народжень / Siglo ng pagluluwal
- 2013: Норте, кінець історії / Norte, hangganan ng kasaysayan
- 2014: Від передущого / Mula sa Kung Ano ang Noon
- 2016: Колискова для сумної таємниці / Hele sa hiwagang hapis
- 2016: Жінка, яка пішла / Ang babaeng humayo
- 2018: Час диявола / Ang Panahon ng Halimaw

## Визнання
| Рік                                                  | Категорія                                                       | Фільм                                                                               | Результат    |
| ---------------------------------------------------- | --------------------------------------------------------------- | ----------------------------------------------------------------------------------- | ------------ |
| Міжнародний кінофестиваль у Чикаго                   |                                                                 |                                                                                     |              |
| 1999                                                 | Золотий Г'юго — Конкурс нових режисерів                         | Серафін Джеронімо — злочинець з Баріо Консепсьйон                                   | Номінація    |
| Сингапурський міжнародний кінофестиваль              |                                                                 |                                                                                     |              |
| 2000                                                 | Срібний екран за найкращий азійський художній фільм             | Голі під місяцем                                                                    | Номінація    |
| 2000                                                 | Срібний екран за найкращий азійський художній фільм             | Батанг Вестсайд                                                                     | Перемога     |
| Міжнародний кінофестиваль «Сінеманіла»               |                                                                 |                                                                                     |              |
| 2000                                                 | Нагорода Netpac                                                 | Батанг Вестсайд'                                                                    | Перемога     |
| 2004                                                 | Премія Ліно Брока                                               | Еволюція філіппінської сім'ї                                                        | Номінація    |
| 2006                                                 | Премія Ліно Брока                                               | Єремія                                                                              | Номінація    |
| 2008                                                 | Премія Ліно Брока                                               | Меланхолія                                                                          | Номінація    |
| 2009                                                 | Премія Indie Spirit                                             | За його непохитну та стійку прихильність до незалежного кіно і безкомпромісний дух. | Перемога     |
| 2011                                                 | Гран-прі журі                                                   | Століття народжень                                                                  | Перемога     |
| 2011                                                 | Премія Ліно Брока                                               | Століття народжень                                                                  | Номінація    |
| 2013                                                 | Премія Ліно Брока                                               | Норте, кінець історії                                                               | Номінація    |
| 2013                                                 | Приз за найкращу режисуру                                       | Норте, кінець історії                                                               | Перемога     |
| Міжнародний кінофестиваль у Фрібурі                  |                                                                 |                                                                                     |              |
| 2006                                                 | Гран-прі                                                        | Єремія                                                                              | Номінація    |
| 2006                                                 | Спеціальний приз журі                                           | Єремія                                                                              | Перемога     |
| Венеційський міжнародний кінофестиваль               |                                                                 |                                                                                     |              |
| 2007                                                 | Приз «Венеційські горизонти» — Спеціальна згадка                | Смерть у країні чар                                                                 | Перемога     |
| 2008                                                 | Приз «Венеційські горизонти»                                    | Меланхолія                                                                          | Номінація    |
| 2016                                                 | Золотий лев                                                     | Жінка, яка пішла                                                                    | Перемога     |
| 2016                                                 | Блакитний лев                                                   | Жінка, яка пішла                                                                    | Номінація    |
| Нюрнберзький міжнародний кінофестиваль з прав людини |                                                                 |                                                                                     |              |
| 2012                                                 | Приз фестивалю                                                  | Норте, кінець історії                                                               | Перемога     |
| Каннський міжнародний кінофестиваль                  |                                                                 |                                                                                     |              |
| 2013                                                 | Премія «„Особливий погляд“»                                     | Норте, кінець історії                                                               | Номінація    |
| Міжнародний кінофестиваль у Локарно                  |                                                                 |                                                                                     |              |
| 2014                                                 | Золотий леопард                                                 | Від передущого                                                                      | Перемога     |
| 2014                                                 | Приз ФІПРЕССІ                                                   | Від передущого                                                                      | Перемога     |
| 2014                                                 | Приз молодіжного журі «Навколишнє середовище — це якість життя» | Від передущого                                                                      | Перемога     |
| 2014                                                 | Приз «Дон Кіхот»                                                | Від передущого                                                                      | Перемога     |
| Премія «Золотий екран» (Філіппіни)                   |                                                                 |                                                                                     |              |
| 2014                                                 | Найкращий режисер                                               | Норте, кінець історії                                                               | Номінація    |
| 2014                                                 | Найкращий оригінальний сценарій                                 | Норте, кінець історії                                                               | Номінація    |
| Міжнародний кінофестиваль в Сан-Паулу                |                                                                 |                                                                                     |              |
| 2014                                                 | Приз аудиторії за найкращий іноземний художній фільм            | Від передущого                                                                      | Перемога     |
| Кінофестиваль світових прем'єр                       |                                                                 |                                                                                     |              |
| 2014                                                 | гран-прі фестивалю                                              | Від передущого                                                                      | Перемога     |
| Азійська кінопремія                                  |                                                                 |                                                                                     |              |
| 2015                                                 | Найкращий режисер                                               | Від передущого                                                                      | Номінація    |
| 2017                                                 | Найкращий режисер                                               | Жінка, яка пішла                                                                    | Номінація    |
| 2017                                                 | Найкращий сценарист                                             | Жінка, яка пішла                                                                    | Номінація    |
| Премія «Незалежний дух»                              |                                                                 |                                                                                     |              |
| 2015                                                 | Найкращий міжнародний фільм                                     | Норте, кінець історії                                                               | Номінація    |
| Берлінський міжнародний кінофестиваль                |                                                                 |                                                                                     |              |
| 2016                                                 | Золотий ведмідь                                                 | Колискова для сумної таємниці                                                       | Номінація    |
| 2016                                                 | Приз Альфреда Бауера                                            | Колискова для сумної таємниці                                                       | Перемога     |
| 2018                                                 | Золотий ведмідь                                                 | Час диявола                                                                         | В очікуванні |
| Дублінське коло кінокритиків                         |                                                                 |                                                                                     |              |
| 2017                                                 | Найкращий режисер                                               | Жінка, яка пішла                                                                    | Перемога     |